# Cologno al Serio
Cologno al Serio là một đô thị ở tỉnh Bergamo trong vùng Lombardia của nước Ý, có vị trí cách khoảng 45 km về phía đông bắc của Milano và khoảng 10 km về phía nam của Bergamo. Tại thời điểm ngày 31 tháng 12 năm 2004, đô thị này có dân số 10.008 người và diện tích là 17,5 km².
Cologno al Serio giáp các đô thị: Brignano Gera d'Adda, Ghisalba, Martinengo, Morengo, Romano di Lombardia, Spirano, Urgnano.